# We're Not Gonna Take It (Twisted Sister-låt)
Se även We're Not Gonna Take It (sång av The Who).
We're Not Gonna Take It är en sång av hårdrocksgruppen Twisted Sister från USA. Det var en hitlåt, som kom på albumet "Stay Hungry" från 1984, och en av Twisted Sisters mest framgångsrika sånger. Den har sedan sjungits som cover av många artister, bland annat Bif Naked och A Global Threat. Den användes 2003 som kampsång av Arnold Schwarzenegger vid guvernörsvalet i delstaten Kalifornien i USA.
Sången skrevs av Dee Snider, och han sade att han då var influerad av rockbandet Slade, punkbandet Sex Pistols och julsången Dagen är kommen ("Adeste Fideles" eller på engelska, "O Come, All Ye Faithful").
Videon till låten blev kontroversiell genom sin beskrivning av familjen.
I november 2006 användes "We're Not Gonna Take It" av det svenska företaget "Trygg Hansa" i TV-reklam. Twisted Sister har länge varit populära i Sverige.[källa behövs]

## Versioner
Den svenska popgruppen Hellsongs har gjort en cover på sången, med en melodi mycket lik Ani DiFrancos 'Tis of Thee.
Komedigruppen Helt Apropå gjorde en version på svenska under titeln "Sverige är fantastiskt".
I Dansbandskampen 2008 framfördes låten av Larz-Kristerz. Bandet tolkade även låten på albumet Hem till dig 2009. 
I filmen Rock of Ages från 2012 framförs låten av Catherine Zeta-Jones.
Då Djurgårdens IF i Fotbollsallsvenskan 2004 började spela sina hemmamatcher på Råsundastadion använde AIK-trubaduren melodin för "We're Not Gonna Take It", men sjöng istället den egna texten Stick från vår arena.

## Listplaceringar
| Lista (1984-1985) | Topplacering |
| ----------------- | ------------ |
| Nya Zeeland       | 2            |
| Sverige           | 10           |

### Fotnoter
1. ↑  ”Arkiverade kopian”. Arkiverad från originalet den 28 april 2009. https://web.archive.org/web/20090428072130/http://www.rollingstone.com/artists/twistedsister/biography. Läst 16 juni 2010.
2. ↑  Kris Vire (2 november 2014). ”Dee Snider on his Rock & Roll Christmas Tale” (på engelska). Timeout. http://www.timeout.com/chicago/theater/dee-snider-on-his-rock-roll-christmas-tale. Läst 27 december 2015.
3. ↑  Rockarkiv, Svenskt. ”Slagdängor 1985-1992 - Helt Apropå i bitar”. popfakta.se. http://www.popfakta.se/sv/utgivning/e/cbeba9f0-b77d-467c-aa21-ae8e6c779158/slagdangor-1985-1992/. Läst 6 december 2020.
4. ↑  ”Svensk mediedatabas”. http://smdb.kb.se/catalog/id/002458249. Läst 26 maj 2011.
5. ↑  ”Listplacering”. Arkiverad från originalet den 14 mars 2018. https://web.archive.org/web/20180314181422/http://www.charts.org.nz//showitem.asp?interpret=Twisted+Sister&titel=We%27re+Not+Gonna+Take+It&cat=s. Läst 26 maj 2011.
6. ↑  ”Listplacering”. http://swedishcharts.com/showitem.asp?interpret=Twisted+Sister&titel=We%27re+Not+Gonna+Take+It&cat=s. Läst 26 maj 2011.